# تپه بهرام‌آباد ۱
تپه بهرام آباد ۱ مربوط به دوره ساسانیان است و در شهرستان قزوین، روستای بهرام آباد واقع شده و این اثر در تاریخ ۲۵ اسفند ۱۳۷۹ با شمارهٔ ثبت ۳۱۸۶ به‌عنوان یکی از آثار ملی ایران به ثبت رسیده است.